# Nin
Nin [ˈniːn] (dt. veraltet: Fleissenburg, lat. Aenona oder Nona) ist eine Stadt in Kroatien. Sie befindet sich in der Gespanschaft Zadar und liegt etwa 15 km nördlich von Zadar an der Adria. Nin hat etwa 2744 Einwohner (Volkszählung 2011).

## Geschichte
Die Geschichte von Nin geht auf den Stamm der Liburner im 9. Jh. v. Chr. zurück. Später, als die Römer über Dalmatia herrschten, war die Stadt unter dem Namen Aenona bekannt. Die Römer ließen unter anderem ein Forum, ein Amphitheater sowie einen Tempel erbauen, der damals der größte von Dalmatia war. Heute zeugt nur noch eine Ruine von dem monumentalen Bauwerk.
Im 7. Jahrhundert stürmten Slawen und Awaren gemeinsam die Stadt, was die völlige Zerstörung Nins zur Folge hatte. Im Zuge des Neuaufbaus durch die Kroaten wurde Nin ein kulturelles Zentrum Kroatiens. Dort fanden Krönungszeremonien kroatischer Herrscher statt. 1570 wurde das inzwischen an Venedig verlorene Nin durch die Serenissima teilweise zerstört. Dadurch verlor Nin sehr an Bedeutung, worüber auch der Wiederaufbau im 18. und 19. Jahrhundert nicht hinweghelfen konnte.

## Altstadt

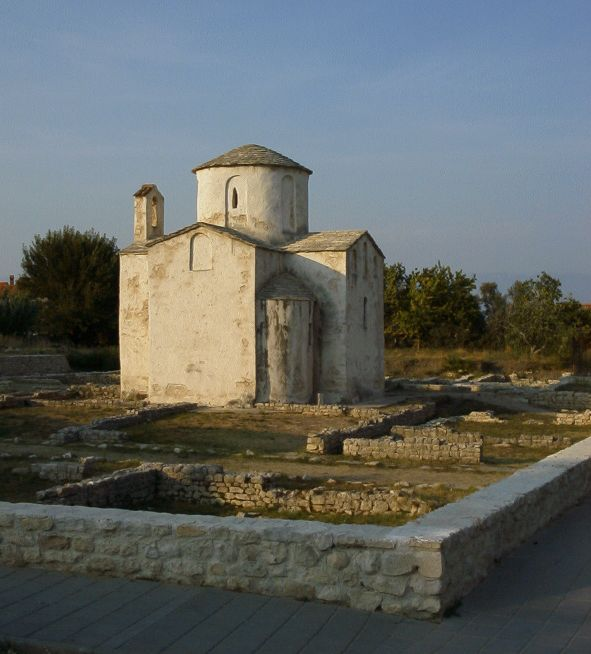
Heilig-Kreuz-Kirche

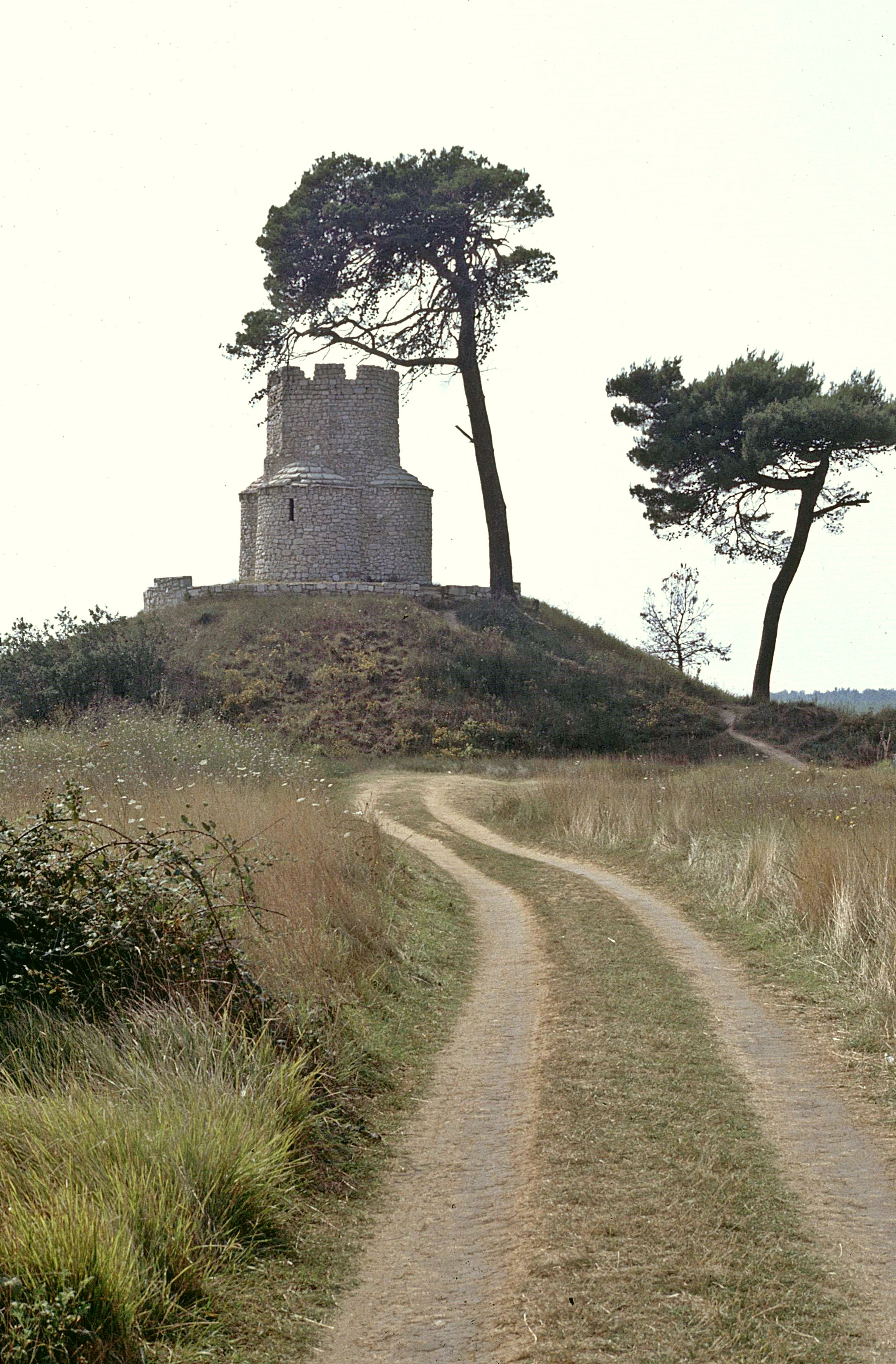
St. Nikola-Kirche

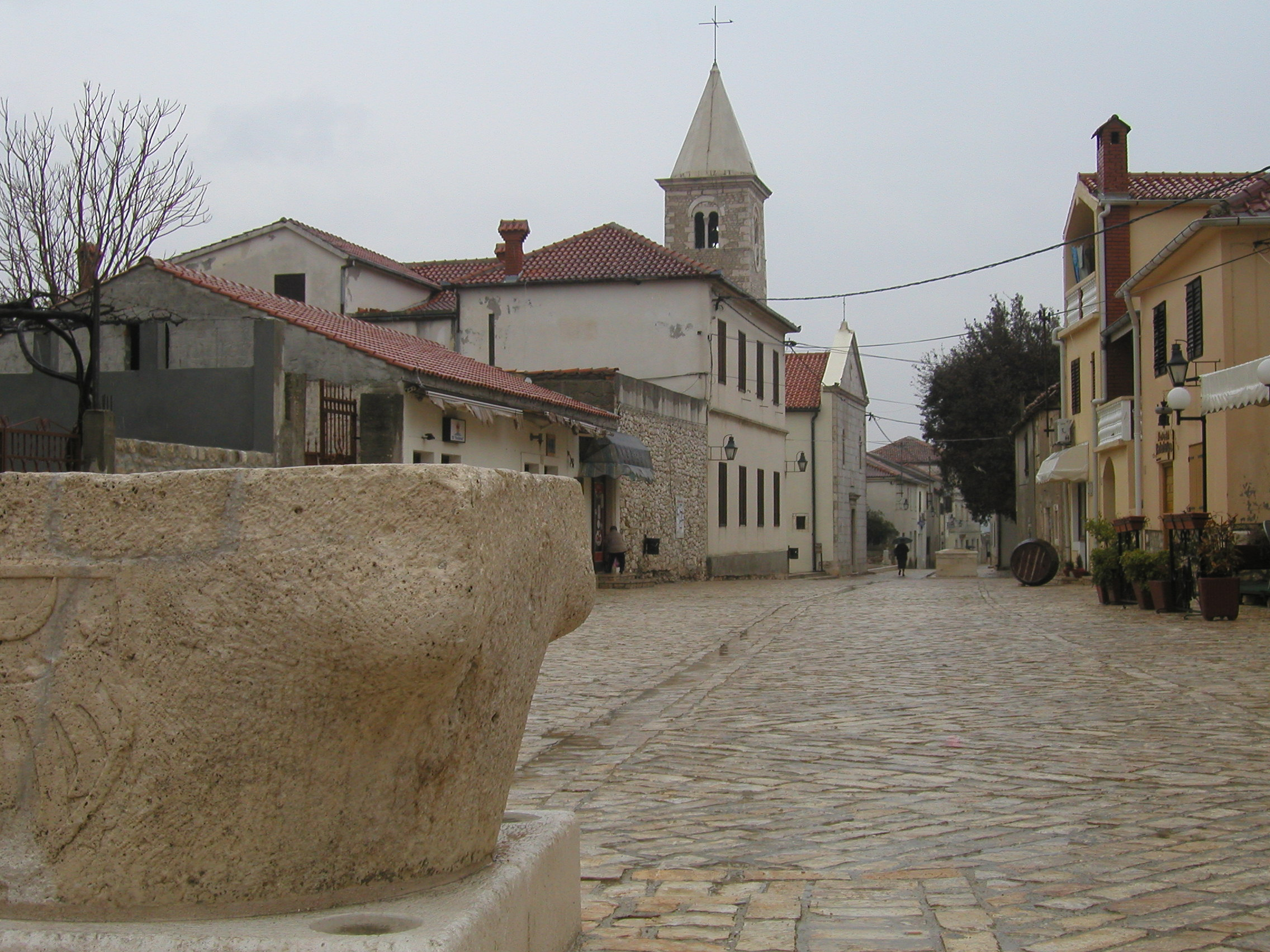
Nin, Hauptstraße

Die Altstadt Nins liegt in einer Lagune auf einer kleinen durch einen künstlichen Kanal geschaffenen Insel, die über zwei Steinbrücken mit dem Festland verbunden ist. Bei einem schweren Unwetter im September 2017 wurden beide Brücken erheblich beschädigt. Dort steht unter anderem die um 800 erbaute Sveti Križ (Heilig-Kreuz-Kirche), die „kleinste Kathedrale der Welt“ genannt wird, obwohl sie sehr wahrscheinlich nie Bischofssitz war. Die Bauweise der Kirche warf lange Zeit Fragen auf: Die Vollkommenheit der Proportionen steht im Gegensatz zu fehlenden wesentlichen Baumerkmalen. Heute weiß man, dass die Dimensionen der Kirchenmauern, der Türen und der Fenster an die unterschiedlichen Lichtverhältnisse innerhalb eines Jahres und auch innerhalb eines Tages angepasst wurde. Sie konnte somit auch als Kalender und Uhr dienen.
Ein kleines archäologisches Museum stellt zahlreiche Exponate aus der Römerzeit aus. Ebenfalls aus der Römerzeit stammen die Ruinen eines römischen Tempels, die sich inmitten der Altstadt befinden.

Ruinen eines römischen Tempels

In der Pfarrkirche St. Anselmus befinden sich wertvolle Reliquienschreine aus dem 9. bis 13. Jahrhundert. Die Ambrosiuskirche ist heute nur noch eine Ruine, sie stammt, wie die Marcellakirche, aus dem frühen Mittelalter.
Außerhalb von Nin steht auf einem Hügel die kleine Kirche Sveti Nikola aus dem 11. Jahrhundert. Es ist eine kreuzförmige Anlage, deren Kuppel während der Türkenkriege in einen Wehrturm mit Zinnen umgewandelt wurde. Der mündlichen Überlieferung nach, wurden in Nin sieben Könige gekrönt. Jeder Herrscher kam mit seinem Gefolge nach Nin und danach zur Kirche des Heiligen Nikolaus angeritten. An dieser Stelle zeigte er sich dem Volk mit einem symbolischen Ritual. Auf diesem Hügel schnitt er mit seinem Schwert die vier Weltseiten durch die Luft ein.
In der Umgebung von Nin finden sich mehrere sehr schöne Sandlagunen, was sonst eher untypisch für die steinige kroatische Küste ist. Die Wassertemperatur liegt ca. zwei bis drei Grad über der des offenen Meeres, was einen etwas höheren Salzgehalt zur Folge hat. Außerdem ist das Wasser sehr sauber, da es aufgrund der geringen Tiefe kaum Schiffsverkehr gibt. Etwa 2 km südlich von Nin befindet sich das große, bei deutschen Touristen beliebte Feriencamp Zaton.

## Bevölkerung

### Ethnische Zusammensetzung
Die Volkszählung aus dem Jahr 2011 hat in der Stadt Nin folgende ethnische Zusammensetzung ergeben:
| - Kroaten – 2626 (95,70 %) - Serben – 53 (1,93 %) - Bosniaken – 27 (0,98 %) - Slowenen – 6 (0,22 %) - Deutsche – 3 (0,11 %) | - Russen – 2 (0,07 %) - Italiener – 1 (0,04 %) - Slowaken – 1 (0,04 %) - Sonstige – 7 (0,26 %) - Keine Angabe – 9 (0,33 %) |

### Religionen
94,42 % der Stadtbewohner gaben bei der Volkszählung 2011 an, dem römisch-katholischen Christentum anzugehören. 2,04 % ordneten sich dem orthodoxen Christentum zu. Weitere zwei Prozent gaben den Islam als Religion an. 1,09 % bezeichneten sich als Atheisten oder als Agnostiker. 0,44 % machten zur Religionszugehörigkeit keine Angaben.

## Verschiedenes
Die Menschen in Nin leben vor allem von der Landwirtschaft sowie vom Fischfang. Immer bedeutender wird auch der Tourismus: Im Sommer lädt die Altstadt ab ca. 20 Uhr zum Bummeln ein. In zahlreichen Gasthäusern und Weinkellern (Konobas) werden Spezialitäten aus In- und Ausland angeboten.

### Persönlichkeiten
- Im 10. Jahrhundert war der Bischof Grgur Ninski (Gregor von Nin) eine bedeutende Person in der Kirchenpolitik Dalmatiens. Neben dem Standbild in Nins Altstadt gibt es in Split eine große Skulptur zu Ehren des Bischofs. In Varaždin befindet sich ebenfalls eine große Skulptur des Bischofs.
- Kroatischer König Petar Krešimir IV., 11. Jahrhundert
- Kroatischer Fürst Branimir, 9. Jahrhundert
- Andreas Jamometić (* um 1420; † 1484), Erzbischof von Kraina

### Der Heilschlamm von Nin
Schon seit der Römerzeit wird der mineralienreiche Peloid-Schlamm aus Nin aufgrund seiner heilenden Wirkung eingesetzt. Er wird vor allem zur Behandlung von rheumatischen Erkrankungen und von Hautkrankheiten verwendet.

### Verkehr
Von Zadar führt eine gut ausgebaute Straße direkt nach Nin. Auch die Busverbindung nach Zadar ist gut.

### Rundfunksender
In der Nähe von Nin bei Grbe befindet sich ein stillgelegter Mittelwellensender des Sendernetzbetreibers OIV (Odašiljači i veze). Er ging 1984 auf der Frequenz 1134 kHz in Betrieb und verwendete ursprünglich als Sendeantenne vier im Quadrat angeordnete selbststrahlende Sendemasten von 132 Meter Höhe. Bis zu seiner Zerstörung im kroatischen Unabhängigkeitskrieg betrug die Sendeleistung 1200 kW.
Nach seiner Zerstörung 1991 wurden zunächst nur zwei Sendemasten errichtet, die restlichen zwei folgten 2004. Die Sendeleistung betrug seitdem 600 kW. Trotzdem war dieser Sender, der offiziell SV Zadar heißt, abends leicht in Europa zu empfangen.
Der Sender übertrug zuletzt von 18 bis 0:45 Uhr das Programm des kroatischen Auslandshörfunks Glas Hrvatske und wurde am 1. Januar 2014 – ein Jahr nach der Kurzwelle – nach einer Entscheidung der Rundfunkanstalt Hrvatska Radiotelevizija abgeschaltet.